# Percy Ure
Percy Neville Ure (10 de mayo de 1879  -3 de abril de 1950) fue el primer Profesor de Clásicas de la Universidad de Reading (1911-1946) y el fundador del Museo de Arqueología Griega de Ure en Reading. Su esposa y exalumna en Reading, Annie Ure (1893-1976), fue la primera conservadora del museo desde 1922 hasta su muerte. Los Ure eran expertos en antigüedades griegas y egipcias, y en particular en cerámica griega. Con Ronald M. Burrows, realizaron importantes excavaciones en Rhitsona en Beocia, Grecia.
Percy ha sido descrito como «un inveterado recolector de fragmentos»   que adquiría donde podía, incluso de niños o desechados bajo los arbustos en sitios arqueológicos como Rhitsona o Micenas. Muchos estaban empaquetados en las cajas de los cigarrillos favoritos de Percy. También aceptó una donación de artículos «maltratados» del Museo Británico. Percy coleccionaba artículos sencillos y funcionales descuidados por otros estudiosos, creyendo que podrían ser tan informativos como piezas más atractivas.
Juntos, los Ures disfrutaron de la pasión por la cerámica griega y la bohemia en particular. Escribieron varios libros importantes sobre los hallazgos en Rhitsona así como más de cincuenta artículos sobre la cerámica griega. En 1954 produjeron un importante volumen en la serie internacional, Corpus Vasorum Antiquorum, que cubría aproximadamente la mitad de la actual colección del Museo del Ure.

## Selección de publicaciones
- Ure, P. 1921 The Greek Renaissance. London: Methuen. Free download.
- Ure, P. 1922. The Origin of Tyranny. Cambridge: University Press, 1922. Free download.
- Ure, P. and Ure, A. 1927. Sixth & fifth century pottery from excavations made at Rhitsona. London: Oxford University Press.
- Ure, P. 1951. Justinian and His Age. Harmondsworth: Penguin Books.
- Ure, P.N. and Ure, A.D. Corpus Vasorum Antiquorum: Great Britain-University of Reading. London: Oxford University Press, 1954.